# Кронсторф
Кронсторф (нем. Kronstorf) — ярмарочная коммуна (нем. Marktgemeinde) в Австрии, в федеральной земле Верхняя Австрия. 
Входит в состав округа Линц.  Население составляет 3115 человек (на 1 января 2005 года). Занимает площадь 21 км². Официальный код  —  41011.

## Политическая ситуация
Бургомистр коммуны — Вильхельм Цудерсторфер (АНП) по результатам выборов 2003 года.
Совет представителей коммуны (нем. Gemeinderat) состоит из 25 мест.
- СДПА занимает 13 мест.
- АНП занимает 11 мест.
- АПС занимает 1 место.